# Emerson Royal
Emerson Aparecido Leite de Souza Junior (São Paulo, 14 januari 1999) – beter bekend als Emerson Royal of Emerson – is een Braziliaans voetballer die doorgaans speelt als rechtsback. In juli 2025 verruilde hij AC Milan voor Flamengo. Emerson debuteerde in 2019 in het Braziliaans voetbalelftal.

## Clubcarrière
Emerson speelde sinds 2015 in de jeugd van Ponte Preta. Zijn debuut in het eerste elftal maakte de verdediger op 5 november 2017, toen op bezoek bij Bahia met 2–0 verloren werd door doelpunten van Stiven Mendoza en Edigar Junio. Emerson mocht van coach Eduardo Baptista na negenenvijftig minuten invallen voor John Kleber. In april 2018 maakte Emerson voor circa 1,2 miljoen euro de overstap naar Atlético Mineiro. Zijn eerste competitiedoelpunt maakte de Braziliaan op 30 september 2018, in eigen huis tegen Sport Recife. Leonardo Silva maakte een eigen doelpunt, waardoor Sport Recife op voorsprong kwam, maar Elias en Fábio Santos zorgden voor een voorsprong, waarna Emerson deze vergrootte. Juan Cazares maakte de vierde van Atlético Mineiro en Michel Bastos deed hierop iets terug. Het slotakkoord was voor Ricardo Oliveira: 5–2.
Op 31 januari 2019 kondigde Atlético de transfer van Emerson naar FC Barcelona aan. Er werd circa 12,7 miljoen euro voor hem betaald. FC Barcelona en Real Betis kochten Emerson samen, het werd een 50/50 deal. De helft van de transfersom en percentages voor beide clubs. Hij werd in het seizoen 2018/19 verhuurd aan Real Betis met een optie voor nog twee jaar. Hierna zou FC Barcelona hem in 2021 terug kunnen halen. Op 2 juni 2021 maakte FC Barcelona bekend dat ze na drie seizoenen de optie uit om Emerson terug te halen hebben geactiveerd. FC Barcelona betaalde 9 miljoen euro voor deze transfer en Emerson sloot op 1 juli aan. Op 31 augustus, de laatste dag van de transferperiode, kondigde Tottenham Hotspur de komst van Emerson aan. De transfersom bedroeg vijfentwintig miljoen euro en hij tekende een contract tot medio 2026.
Na drie seizoenen vertrok de vleugelverdediger weer uit de Engelse hoofdstad; AC Milan nam hem voor circa vijftien miljoen euro over en contracteerde hem voor voor vier seizoenen met een optie op een jaar extra. Gedurende het seizoen 2024/25 kwam Emerson tot zesentwintig officiële optredens, waarna hij terugkeerde naar Brazilië; Flamengo betaalde circa negen miljoen euro voor zijn diensten.

## Clubstatistieken
| Seizoen | Club              | Competitie       | Competitie | Competitie | Beker | Beker | Internationaal | Internationaal | Totaal | Totaal |
| Seizoen | Club              | Competitie       | Wed.       | Dlp.       | Wed.  | Dlp.  | Wed.           | Dlp.           | Wed.   | Dlp.   |
| ------- | ----------------- | ---------------- | ---------- | ---------- | ----- | ----- | -------------- | -------------- | ------ | ------ |
| 2017    | Ponte Preta       | Série A          | 5          | 0          | 1     | 0     | 0              | 0              | 6      | 0      |
| 2018    | Ponte Preta       | Série A          | 14         | 1          | 5     | 0     | —              | —              | 19     | 1      |
| 2018    | Atlético Mineiro  | Série A          | 23         | 1          | 0     | 0     | —              | —              | 23     | 1      |
| 2018/19 | Real Betis        | Primera División | 6          | 0          | 0     | 0     | 1              | 0              | 7      | 0      |
| 2019/20 | Real Betis        | Primera División | 33         | 3          | 1     | 0     | —              | —              | 34     | 3      |
| 2020/21 | Real Betis        | Primera División | 34         | 1          | 4     | 1     | —              | —              | 38     | 2      |
| 2021/22 | FC Barcelona      | Primera División | 3          | 0          | 0     | 0     | 0              | 0              | 3      | 0      |
| 2021/22 | Tottenham Hotspur | Premier League   | 31         | 1          | 7     | 0     | 3              | 0              | 41     | 1      |
| 2022/23 | Tottenham Hotspur | Premier League   | 26         | 2          | 2     | 0     | 8              | 0              | 36     | 2      |
| 2023/24 | Tottenham Hotspur | Premier League   | 22         | 1          | 2     | 0     | —              | —              | 24     | 1      |
| 2024/25 | AC Milan          | Serie A          | 17         | 0          | 2     | 0     | 7              | 0              | 26     | 0      |
| 2025    | Flamengo          | Série A          | 2          | 0          | 1     | 0     | 1              | 0              | 4      | 0      |
| Totaal  | Totaal            | Totaal           | 216        | 10         | 25    | 1     | 20             | 0              | 261    | 11     |

Bijgewerkt op 19 augustus 2025.

## Interlandcarrière
Emerson maakte zijn debuut in het Braziliaans voetbalelftal op 19 november 2019, toen met 3–0 gewonnen werd van Zuid-Korea in een vriendschappelijke wedstrijd. Lucas Paquetá, Philippe Coutinho en Danilo zorgden voor de doelpunten. Emerson moest van bondscoach Tite op de reservebank beginnen en hij mocht drie minuten voor het einde van het duel invallen voor Renan Lodi. De andere Braziliaanse debutant dit duel was Douglas Luiz (Aston Villa). Na zijn debuutinterland werd hij een tijd niet opgeroepen, tot hij in juni 2021 werd opgenomen in de Braziliaanse selectie voor de Copa América 2021. Hierin bereikte hij met zijn team de finale, waarin Argentinië met 0–1 te sterk was. Emerson speelde in twee groepswedstrijden en de finale mee. Zijn toenmalige teamgenoten Guido Rodríguez (Argentinië) en Claudio Bravo (Chili) waren ook actief op het toernooi.
| Interlands van Emerson Royal voor Brazilië | Interlands van Emerson Royal voor Brazilië | Interlands van Emerson Royal voor Brazilië | Interlands van Emerson Royal voor Brazilië | Interlands van Emerson Royal voor Brazilië | Interlands van Emerson Royal voor Brazilië | Interlands van Emerson Royal voor Brazilië |
| №                                          | Datum                                      | Wedstrijd                                  | Uitslag                                    | Competitie                                 | Goals                                      |                                            |
| Als speler bij Real Betis                  | Als speler bij Real Betis                  | Als speler bij Real Betis                  | Als speler bij Real Betis                  | Als speler bij Real Betis                  | Als speler bij Real Betis                  | Als speler bij Real Betis                  |
| ------------------------------------------ | ------------------------------------------ | ------------------------------------------ | ------------------------------------------ | ------------------------------------------ | ------------------------------------------ | ------------------------------------------ |
| 1                                          | 19 november 2019                           | Brazilië – Zuid-Korea                      | 3 – 0                                      | Vriendschappelijk                          |                                            |                                            |
| 2                                          | 17 juni 2021                               | Brazilië – Peru                            | 4 – 0                                      | Copa América 2021                          |                                            |                                            |
| 3                                          | 27 juni 2021                               | Brazilië – Ecuador                         | 1 – 1                                      | Copa América 2021                          |                                            |                                            |
| Als speler bij FC Barcelona                |                                            |                                            |                                            |                                            |                                            |                                            |
| 4                                          | 11 juli 2021                               | Brazilië – Argentinië                      | 0 – 1                                      | Copa América 2021                          |                                            |                                            |
| Als speler bij Tottenham Hotspur           |                                            |                                            |                                            |                                            |                                            |                                            |
| 5                                          | 7 oktober 2021                             | Venezuela – Brazilië                       | 1 – 3                                      | WK 2022 kwalificatie                       |                                            |                                            |
| 6                                          | 14 oktober 2021                            | Brazilië – Uruguay                         | 4 – 1                                      | WK 2022 kwalificatie                       |                                            |                                            |
| 7                                          | 27 januari 2022                            | Ecuador – Brazilië                         | 1 – 1                                      | WK 2022 kwalificatie                       |                                            |                                            |
| 8                                          | 25 maart 2023                              | Marokko – Brazilië                         | 2 – 1                                      | Vriendschappelijk                          |                                            |                                            |
| 9                                          | 16 november 2023                           | Colombia – Brazilië                        | 2 – 1                                      | WK 2026 kwalificatie                       |                                            |                                            |
| 10                                         | 21 november 2023                           | Brazilië – Argentinië                      | 0 – 1                                      | WK 2026 kwalificatie                       |                                            |                                            |

Bijgewerkt op 19 augustus 2025.